# Cryptolabis (Cryptolabis) varipes
Cryptolabis (Cryptolabis) varipes is een tweevleugelige uit de familie steltmuggen (Limoniidae). De soort komt voor in het Neotropisch gebied.